# Ethology
Ethology (vormals: Zeitschrift für Tierpsychologie) ist eine monatlich erscheinende zoologische Fachzeitschrift für die Fachgebiete Tierpsychologie / Verhaltensbiologie / Ethologie, die dem Peer-Review Verfahren unterliegt und von John Wiley & Sons veröffentlicht wird. Die Zeitschrift ist mit der Ethologischen Gesellschaft e. V. verbunden. Die Zeitschrift behandelt proximate und ultimate Ursachen von Verhalten. Neben regelmäßigen Forschungsartikeln enthält Ethology Perspektiven und Übersichten, Artikel im Rampenlicht, Verhaltensnotizen, Kommentare und Artikel mit Schwerpunkt auf ethologische Methoden.

## Geschichte
Die erste Ausgabe der Fachzeitschrift erschien am 3. Februar 1937 in deutscher Sprache, insbesondere veranlasst durch die ein Jahr zuvor gegründete Deutsche Gesellschaft für Tierpsychologie, unter dem Titel Zeitschrift für Tierpsychologie. Im Jahr 1986 wurde die Zeitschrift in Ethology umbenannt, mit dem Untertitel International Journal of Behavioural Biology. Die Zählung der Bandnummern wurde auch nach der Namensänderung fortgesetzt, so dass 2025 der 131. Band erschienen ist. Bereits vor ihrer Umbenennung waren Texte in der Zeitschrift für Tierpsychologie auch in englischer Sprache abgedruckt worden. Im Jahr 2021 war Ethology das erste Verhaltensjournal, das das STRANGE-Framework übernahm, ähnlich dem WEIRD-Framework in Psychology, um Stichprobenverzerrungen zu berücksichtigen. Im selben Jahr wurde es für Autoren obligatorisch, die Originaldaten in einem öffentlichen Datenarchiv abzulegen.

## Autoren
Konrad Lorenz, Otto Köhler und Carl Kronacher waren die ersten Chefredakteure der Zeitschrift für Tierpsychologie. Außerdem waren Autoren der Zeitschrift in der Anfangszeit u. a. Karl von Frisch, Oskar Heinroth und Nikolaas Tinbergen, aber auch Autoren, die das Ergebnis ihrer Dissertation oder Habilitationsschrift vorstellten.
Der derzeitige Chefredakteur (Stand: August 2025) ist Wolfgang Goymann (Max-Planck-Institut für biologische Intelligenz). Frühere Chefredakteure der Ethology waren Wolfgang Wickler, Michael Taborsky und Jutta Schneider mit Susan Foster.

## Belege
1. 1 2 3 4  Ethology. Abgerufen am 26. Mai 2021 (englisch).
2. ↑  Ethology – Ethologische Gesellschaft e. V. Abgerufen am 26. Mai 2021 (deutsch).
3. 1 2  J. Effertz: Bericht über die Gründung der Deutschen Gesellschaft für Tierpsychologie. In: Zeitschrift für Tierpsychologie. Band 1, Nr. 1, 1937, ISSN 1439-0310, S. 1–8, doi:10.1111/j.1439-0310.1937.tb01398.x (wiley.com [abgerufen am 26. Mai 2021]).
4. ↑  John Durant: From amateur naturalist to professional scientist. Hrsg.: New Scientist. 1986, S. 41–44.
5. ↑  To our readers. In: Ethology. Band 71, Nr. 1, 1986, ISSN 1439-0310, S. 1–1, doi:10.1111/j.1439-0310.1986.tb00565.x (wiley.com [abgerufen am 26. Mai 2021]).
6. ↑  Christian Rutz, Mike M. Webster: Ethology adopts the STRANGE framework for animal behaviour research, to improve reporting standards. In: Ethology. Band 127, Nr. 2, 2021, ISSN 1439-0310, S. 99–101, doi:10.1111/eth.13118 (wiley.com [abgerufen am 26. Mai 2021]).
7. ↑  Ethology. Abgerufen am 26. Mai 2021 (englisch).
8. ↑  Wolfgang Goymann: Editorial: A New Editor-in-Chief for Ethology. In: Ethology. Band 125, Nr. 6, 2019, ISSN 1439-0310, S. 341–342, doi:10.1111/eth.12878 (wiley.com [abgerufen am 26. Mai 2021]).